# U4 (Berlin)
U4 je linija Berlinskog U-Bahna. Ima 5 stanica i dugačka je 2,9 kilimetara. Vozi od Nollendorfplatza do Innsbruckerplatza. To je jedina linija koja prolazi kroz samo jednu četvrt. Do danas nije produžena i u budućnosti se ne očekuju dalji planovi izgradnje te linije. 
Stanice:
- Nollendorfplatz (U1) (U2) (U3)
- Viktoria-Luise-Platz
- Bayerischer Platz (U7)
- Rathaus Schöneberg (Vijećnica)
- Innsbrucker Platz (S4x)

## Vanjske poveznice
- Informacije o liniji U4  Arhivirana inačica izvorne stranice od 3. veljače 2007. (Wayback Machine)